# مجلس الأمة الكويتي 2013
مجلس الامة الكويتي 2013 (الفصل التشريعي الرابع عشر) من 6 أغسطس 2013 حتى حل المجلس في 16 أكتوبر 2016 ، أجريت انتخابات المجلس بعد أن تم إبطال مجلس الأمة (ديسمبر 2012) من قبل المحكمة الدستورية وقد نجح 50 مرشح في الانتخابات التي أجريت في يوم السبت 27 يوليو 2013 وتم عقد أول جلسات مجلس الامة في 6 أغسطس 2013 حيث أفتتح صاحب السمو أمير البلاد الشيخ صباح الأحمد الجابر الصباح دور الإنعقاد الأول للمجلس وفاز بمنصب رئيس مجلس الامة مرزوق علي الغانم ومنصب نائب رئيس مجلس الامة مبارك بنيه الخرينج وتم توزيع أعمال اللجان علي أعضاء المجلس بالانتخاب وبالتزكية في بعض اللجان ورفع الرئيس الجلسة الافتتاحية على أن يعود المجلس إلى الانعقاد في الثلث الاخير من شهر أكتوبر 2013م  قدم النواب رياض العدساني وعبد الكريم الكندري وحسين قويعان وعلي الراشد وصفاء الهاشم استقالتهم وقد وافق عليها المجلس ، وفي 16 أكتوبر 2016 صدر مرسوماً بحل المجلس .

## أعضاء المجلس حسب الدوائر
نسبه التغير في أعضاء مجلس 2013 عن مجلس 2012 (ديسمبر) هي 52% وهي ثاني انتخابات تجري في نظام الصوت الواحد وأول انتخابات تجري في شهر رمضان في تاريخ الانتخابات في الكويت

### الدائرة الأولى
- عدنان عبد الصمد
- فيصل الدويسان
- د.يوسف الزلزلة
- عيسى الكندري
- صالح عاشور
- مبارك الحريص
- عبد الله الطريجي
- كامل العوضي
- محمد الهدية
- عبد الحميد دشتي

### الدائرة الثانية
- مرزوق الغانم
- رياض العدساني
- راكان النصف
- عادل الخرافي
- علي الراشد
- حمد الهرشاني
- عودة الرويعي
- خلف دميثير
- عبد الرحمن الجيران
- خليل الصالح

### الدائرة الثالثة
- علي العمير
- خليل أبل
- فيصل الشايع
- روضان الروضان
- صفاء الهاشم
- جمال العمر
- محمد الجبري
- يعقوب الصانع 1460 صوت
- عبد الكريم الكندري
- نبيل الفضل (توفي في 22 ديسمبر 2015)/ علي الخميس

### الدائرة الرابعة
- سلطان اللغيصم
- سعد الخنفور
- سعود الحريجي
- ماجد موسى المطيري
- محمد طنا العنزي
- عسكر العنزي
- منصور الظفيري
- مبارك الخرينج
- حسين قويعان
- عبد الله العدواني

### الدائرة الخامسة
- عبد الله التميمي
- ماضي الهاجري
- فيصل الكندري
- طلال الجلال
- حمدان العازمي
- محمد هادي الحويلة
- سيف العازمي
- حمود الحمدان
- سعدون حماد العتيبي
- أحمد مطيع العازمي

## نسب المشاركة
نسبه المشاركة المجتمعة لكل الدوائر هي 51.9%  
- نسبه المشاركة في الدائرة الأولى 58.1%
- نسبه المشاركة في الدائرة الثانية 58.8%
- نسبه المشاركة في الدائرة الثالثة 51.7%
- نسبه المشاركة في الدائرة الرابعة 48.6%
- نسبه المشاركة في الدائرة الخامسة 48.3%

## انتخابات رئاسة المجلس ونائب الرئيس
حصل مرزوق علي الغانم علي رئاسة مجلس الامة 2013  بعد دخولة في منافسة مع النواب علي الراشد وروضان الروضان 
- مرزوق علي الغانم 36 صوت
- علي فهد الراشد 18 صوت
- روضان عبدالعزيز الروضان 8 اصوات

### انتخابات نائب الرئيس
حصل النائب مبارك بنيه الخرينج  علي منصب نائب رئيس مجلس الامة بعد دخولة في منافسة مع النواب كامل العوضي والنائب خلف دميثير.
نتيجة الجولة الثانية من التصويت
- مبارك بنيه الخرينج 36 صوت
- كامل محمود العوضي 25 صوت

نتيجة الجولة الأولى من التصويت
- مبارك بنيه الخرينج 30 صوت
- كامل محمود العوضي 18 صوت
- خلف دميثير العنزي 15 صوت

## انتخابات اللجان
انتخابات اللجان في دور الانعقاد الأول لمجلس الامة الكويتي 2013 يوم 6 اغسطس 2013م 
| لجنة العرائض والشكاوى                 | طلال سهلي، سعود الحريجي، خليل عبد الله، فيصل الدويسان، سعدون حماد                                                     |
| لجنة الشئون الداخلية والدفاع          | عسكر العنزي، عبد الله التميمي، سلطان اللغيصم، محمد الحويلة، عبد الله الطريجي                                          |
| لجنة الشئون المالية والاقتصادية       | فيصل الكندري، فيصل الشايع، حمود الحمدان، يوسف الزلزلة، محمد الجبري، صفاء الهاشم، راكان النصف                          |
| لجنة الميزانية والحساب الختامي        | عادل الخرافي، عدنان عبد الصمد، الدكتور عودة الرويعي، أسامة الطاحوس، عبد الله العدواني، محمد الجبري، حمد سيف الهرشاني. |
| لجنة الشئون التشريعية والقانونية      | يعقوب الصانع، معصومة المبارك، عبد الكريم الكندري، مبارك الحريص، عبد الرحمن الجيران، ماجد موسى، فيصل الدويسان          |
| لجنة شئون التعليم والثقافة والإرشاد   | محمد هادي الحويلة، أسامة الطاحوس، الدكتور خليل عبد الله، الدكتور عبد الكريم الكندري، الدكتور عودة الرويعي.            |
| لجنة الشئون الصحية والاجتماعية والعمل | الدكتور حسين القويعان، خليل الصالح، رياض العدساني، سعدون حماد، الدكتور منصور الظفيري.                                 |
| لجنة الشئون الخارجية                  | صالح عاشور، جمال العمر، معصومة المبارك، حمدان العازمي، سلطان الشمري.                                                  |
| لجنة المرافق العامة                   | محمد الهدية، عادل الخرافي، ماجد المطيري، راكان النصف، كامل العوضي، محمد طنا العنزي، علي العمير.                       |
| لجنة الدفاع عن حقوق الإنسان           | |
| لجنة حماية الأموال العامة             | عبد الله التميمي، سيف العازمي، جمال العمر، صالح عاشور، حمود الحمدان                                                   |
| لجنة مشروع الجواب على الخطاب الاميرى  | يوسف الزلزلة، الدكتور حسين القويعان، راكان النصف                                                                      |

### مناصب اخري
- فاز النائب يعقوب الصانع بمنصب امين السر بالقرعة بعد ان تساوي مع منافسه حسين القويعان [7]
- زكي مجلس الامة النائب سعود الحريجي لمنصب مراقب المجلس لدور الانعقاد الأول من الفصل التشريعي الرابع عشر.[8]

## أدوار الانعقاد
شهد مجلس الأمة الكويتي 2013 أربعة أدوار أنعقاد عادية  

### قائمة أدوار انعقاد مجلس الأمة 2013
| دور الإنعقاد        | بداية الفترة   | نهاية الفترة |
| ------------------- | -------------- | ------------ |
| دور الانعقاد الأول  | 6 أغسطس 2013   | 6 أغسطس 2013 |
| دور الانعقاد الثاني | 29 أكتوبر 2013 | 3 يوليو 2014 |
| دور الانعقاد الثالث | 28 أكتوبر 2014 | 1 يوليو 2015 |
| دور الانعقاد الرابع | 27 أكتوبر 2015 | 3 يوليو 2016 |

## أبرز الأحداث
- الدعوة لأنعقاد دور الانعقاد الأول في 6 اغسطس 2013.
- كلمة رئيس السن في افتتاح دور الانعقاد العادي الأول للفصل التشريعي 14 لمجلس الأمة
- نص النطق السامي الذي تفضل به سمو أمير البلاد بافتتاح دور الانعقاد العادي الأول للفصل التشريعي 14 لمجلس الامة
- سمو الشيخ جابر المبارك يؤكد حرص الحكومة على تعزيز التعاون مع مجلس الامة
- رئيس مجلس الامة..سنبدأ مرحلة جديدة مع الجميع نتسامى فيها على كل الجراح
- وفاة النائب نبيل الفضل خلال الجلسة
- فوز المرشح علي الخميس بالمقعد الشاغر

## أهم التشريعات
- إقرار التجنيد الإلزامي في الكويت|التجنيد الإلزامي.
- إقرار إنشاء الهيئة العامة للطرق والنقل البري.
- إقرار قانون البصمة الوراثية (أُلغي).
- إقرار إنشاء محكمة الأسرة.
- إقرار حق المواطنين باللجوء للمحكمة الدستورية.
- تمكين الأندية الرياضية من تمويل أنشطتها ذاتيًا.
- قانون جمع الأسحة غير المُرخَّصة.
- إقرار قانون نظام العلامات التجارية لدول مجلس التعاون.
- إقرار قانون إصدار النظام الموحد بشأن المواد المستنفذة لطبقة (الأوزون) لدول مجلس التعاون.

## مواضيع متعلقة
- الدوائر الانتخابية في الكويت.
- انتخابات مجلس الأمة الكويتي 2013.